# Phi Delta Phi
Phi Delta Phi (ΦΔΦ), és la societat legal internacional d'honors més gran del món, i la segona organització legal de major antiguitat encara existent en els Estats Units. Constituïda fins i tot abans que la American Bar Association, Phi Delta Phi era originalment una fraternitat; no obstant això, aquesta es va transformar a una societat d'honor.
Fins a la seva transformació en una societat d'honor en l'any 2012, Phi Delta Phi era la fraternitat professional més antiga d'existència contínua. La fraternitat va ser fundada en la Universitat de Míchigan en l'any 1869, per promoure un estàndard d'excel·lència en l'ètica professional. Phi Delta Phi va ser la primera fraternitat legal que va iniciar estudiants en estudis de pre-grau.

## Història
La fraternitat professional àdhuc existent, Phi Delta Phi, va ser fundada en el Departament de Dret de la Universitat de Michigan per John M. Howard de la generació de 1871. Howard era diplomat de Monmouth College i membre de Phi Gamma Delta (FIJI). La seva intenció inicialment era la de fundar un capítol a la seva Universitat, però no va continuar amb aquest pla a causa del gran nombre de capítols que ja existien al campus. En el seu lloc, Howard va reclamar els seus esforços en la fundació d'una fraternitat dedicada exclusivament a estudiants de Dret.

## Situació Actual
El total de membres iniciats actual de Phi Delta Phi supera les 200,000 persones. Més jutges, Presidents, governadors, senadors, membres de gabinet, ambaixadors, presidents de la Barra Americana d'Advocats, presidents de l'Associació d'Escoles de Dret dels Estats Units i degans d'universitats dels Estats Units, han sortit de les files de Phi Delta Phi que de qualsevol altra fraternitat jurídica.
Múltiples capítols requereixen alts estàndards acadèmics als estudiants per al seu ingrés en la fraternitat. En algunes jurisdiccions, cada capítol de Phi Delta Phi és considerat com una organització d'honor, a causa dels alts estàndards que exigeixen per a la seva admissió (per exemple a Texas o a Florida). La tradició de Phi Delta Phi de ser una fraternitat jurídica d'elite s'ha assentat encara més en el Segle XXI. Prova d'això és que durant el període 2000-2003 els President del Tribunal Suprem dels Estats Units, el President de la Cort Suprema del Canadà i el President de la Cort Suprema de Mèxic eren membres de Phi Delta Phi.
En l'actualitat, Phi Delta Phi té capítols en el top 20 de les Universitats de Dret dels Estats Units i té més capítols a Amèrica Llatina (18) i el Canadà (9) que qualsevol altra fraternitat jurídica. Phi Delta Phi va ser la primera fraternitat jurídica professional en aconseguir la internacionalització en establir un capítol a Canadà. Així mateix, la fraternitat té capítols actius a Europa.

## Actius membres

### Presidents dels Estats Units
- Gerald R. Ford
- William McKinley
- Franklin D. Roosevelt
- Theodore Roosevelt
- William H. Taft